# Războiul Civil Englez
Războiul Civil Englez (1642-1651) a fost o serie de conflicte armate și manevre politice între susținătorii parlamentului („Roundheads”) și regaliști („Cavaliers”), în special, în ceea ce privește guvernarea Angliei. Primul război (1642-1646) și cel de-al doilea (1648-1649) au fost purtate între susținătorii regelui Carol I și susținătorii Parlamentului cel lung, în timp ce al treilea (1649-1651) s-a dat între susținătorii regelui Carol al II-lea și susținătorii parlamentului rămas. Războiul s-a încheiat cu victoria parlamentarilor în bătălia de la Worcester, la 3 septembrie 1651. 
Rezultatul general al războiului a avut trei ramificații: procesul și executarea lui Carol I (1649), exilul fiului său, Carol al II-lea (1651), și înlocuirea monarhiei engleze cu, în primul rând, Commonwealthul Angliei (1649-1653) și apoi Protectoratul sub conducerea lui Oliver Cromwell (1653-1658) și ulterior a fiului său Richard (1658-1659). În Anglia, monopolul Bisericii Anglicane privind cultul creștin s-a încheiat, în timp ce în Irlanda învingătorii au consolidat ascensiunea protestantă. Constituțional, războaiele au stabilit precedentul prin care un monarh al englezilor nu poate guverna fără consimțământul Parlamentului, deși ideea unui parlament ca putere conducătoare a Angliei a fost stabilită legal doar în timpul revoluției glorioase în 1688.

## Terminologie
Termenul „Război Civil Englez” apare cel mai adesea în forma singulară, deși istoricii deseori împart conflictul în două sau trei războaie separate. Aceste războaie nu s-au limitat la Anglia, întrucât Țara Galilor era parte a Regatului Angliei și a fost afectată în consecință, iar conflictele au implicat și războaie cu, și războaie civile în interiorul lor, atât în Scoția, cât și în Irlanda. Războiul în toate aceste țări este cunoscut sub numele de Războiul celor Trei Regate. La începutul secolul al XIX-lea, sir Walter Scott s-a referit la acest război ca la „Marele Război Civil”.
Spre deosebire de alte războaie civile din Anglia, care se concentrau pe persoana care ar trebui să domnească, acest război s-a preocupat mai mult de modul în care erau guvernate regatele Angliei, Scoției și Irlandei. Encyclopædia Britannica din 1911 a numit seria de conflicte „Marea Rebeliune”, în timp ce unii istorici - în special marxiștii precum Christopher Hill (1912-2003) - au preferat mult timp termenul „Revoluția engleză”.

## Geografie
Cele două părți au avut punctele lor forte din punct de vedere geografic. Punctele forte ale regalității au inclus zona rurală, comitatele și zonele mai puțin dezvoltate din punct de vedere economic din nordul și vestul Angliei. De cealaltă parte, toate orașele cu catedrale (cu excepția orașelor York, Chester, Worcester, Hereford și cetatea regală din Oxford) s-au alăturat Parlamentului. Toate centrele industriale, porturile și regiunile economice avansate din sudul și estul Angliei erau de obicei de punctele forte ale parlamentarilor. Lacey Baldwin Smith a spus: „Cuvintele populat, bogat și rebel păreau să meargă mână în mână.”

## Context

### Domnia regelui
Războiul civil englez a izbucnit la mai puțin de patruzeci de ani după moartea reginei Elisabeta I în 1603. Moartea Elisabetei a avut ca rezultat succesiunea primului ei văr, de două ori înlăturat, regele Iacob al VI-lea al Scoției, pe tronul Angliei ca Iacob I al Angliei, creându-se astfel prima uniune personală a regatelor scoțiene și engleze.. În calitate de rege al scoțienilor, Iacob se obișnuise cu tradiția slabă a parlamentului din Scoția de la momentul asumării controlului asupra guvernului scoțian în 1583, astfel încât, la asumarea puterii la sud de graniță, noul rege al Angliei a fost cu adevărat afectat de constrângerile pe care parlamentul englez a încercat să le pună în schimbul banilor. În ciuda acestui fapt, extravaganța personală a lui Iacob a dus la o lipsă de bani, în mod constant trebuind să recurgă la surse extra-parlamentare de venit.
Această extravaganță a fost temperată de dispoziția pașnică a lui Iacob, astfel încât, la succesiunea fiului său Carol I pe tronurile englezesc și scoțian în 1625, cele două regate se aflau în timp de pace, atât pe plan intern, cât și în relațiile dintre ele. Carol a sperat să unească regatele Angliei, Scoției și Irlandei într-un nou regat unic, îndeplinind visul tatălui său. Mulți parlamentari englezi au avut suspiciuni cu privire la o astfel de mișcare deoarece se temeau că înființarea unui nou regat ar putea distruge vechile tradiții engleze care erau legate de monarhia engleză. Întrucât Carol a împărtășit poziția tatălui său asupra puterii coroanei (Iacob a descris regii ca „mici zei pe Pământ”, aleși de Dumnezeu pentru a domni în conformitate cu doctrina „Dreptului divin al regilor”), suspiciunile parlamentarilor au avut o anumită justificare.

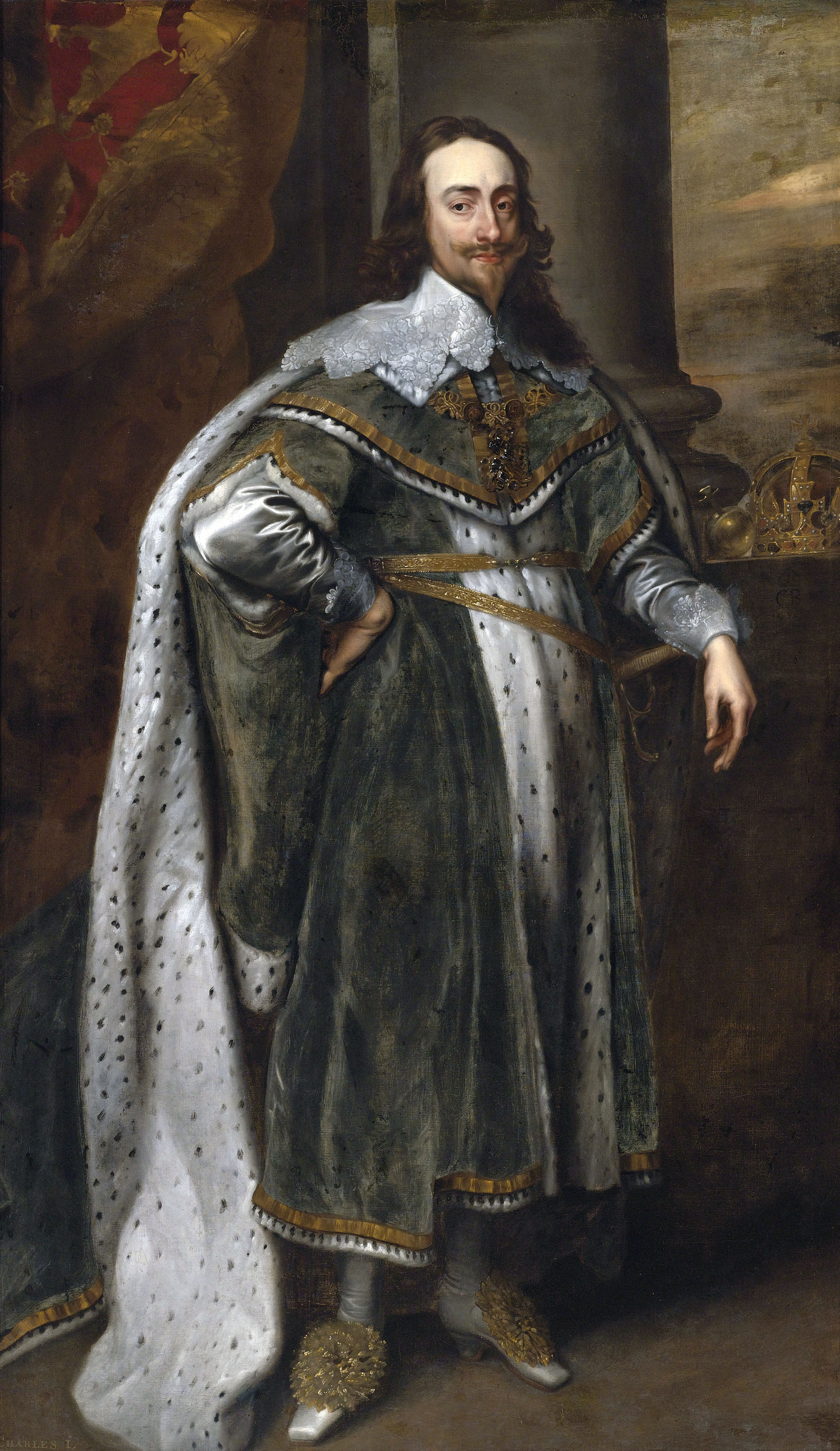
Carol I, portret de Van Dyck

### Parlamentul în cadrul constituțional al Angliei
La vremea respectivă, parlamentul Angliei nu avea un mare rol permanent în sistemul de guvernare englez. În schimb, el funcționa ca un comitet consultativ temporar și era convocat doar dacă și când monarhul considera că este potrivit. Odată convocat, existența în continuare a parlamentului era la discreția regelui, deoarece putea fi dizolvat de către el în orice moment.
Cu toate acestea, în ciuda acestui rol limitat, în secolele precedente, Parlamentul a dobândit puteri de facto de o semnificație suficientă încât monarhii nu au putut, pur și simplu, să le ignore pe termen nelimitat. Pentru un monarh, puterea cea mai indispensabilă a Parlamentului era capacitatea sa de a crește veniturile fiscale cu mult peste toate celelalte surse de venit la dispoziția Coroanei. Până în secolul al XVII-lea, puterile fiscale ale Parlamentului au ajuns să se bazeze pe faptul că gentry era singurul strat al societății, care avea abilitatea și autoritatea de a colecta și de a remite cele mai semnificative forme de impozitare, disponibile pe atunci la nivel local. Asta însemna că dacă regele dorea să asigure o colectare neîntreruptă a veniturilor, avea nevoie de cooperarea gentry. Pentru toată autoritatea juridică a Coroanei, conform oricărui standard modern, resursele sale erau limitate la măsura în care, dacă și când gentry refuza să colecteze impozitele regelui la scară națională, Coroana neavând niciun mijloc practic prin care să-i convingă să facă acest lucru.
Prin urmare, pentru a-și asigura cooperarea, monarhii au permis gentry (și numai lor) să-și aleagă reprezentanții în Camera Comunelor. Când s-au convocat, împreună cu Camera Lorzilor, acești reprezentanți aleși au format un Parlament. Prin urmare, conceptul de parlamente a permis reprezentanților gentry să se întâlnească, în primul rând (cel puțin în opinia monarhului), astfel încât să poată vota orice impozite pe care monarhul le aștepta să fie colectate. În acest proces, reprezentanții puteau, de asemenea, să transmită și să trimită propuneri de politică regelui sub formă de legi. Cu toate acestea, Parlamentul nu dispunea de nici un mijloc legal de a-și impune voința asupra monarhului; singura sa pârghie era să îl amenințe pe rege cu reținerea mijloacelor financiare necesare executării planurilor sale.

### Preocupările parlamentare și Petiția Dreptului

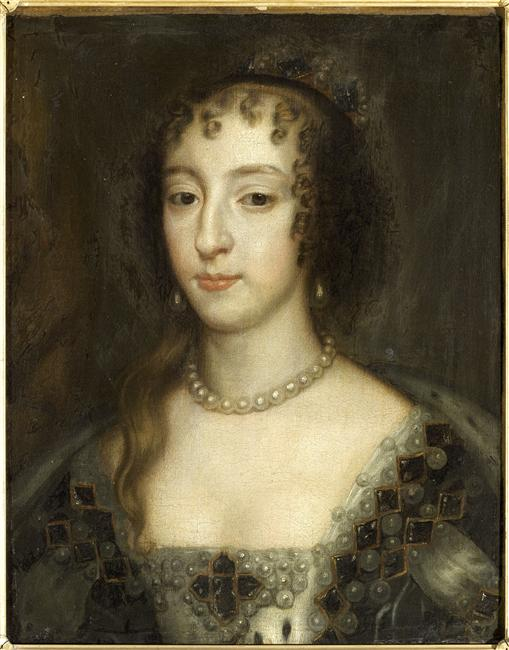
Henrietta Maria, pictat de Peter Lely, 1660

Multe îngrijorări au fost ridicate în legătură cu căsătoria lui Carol cu o prințesă romano-catolică, franțuzoaica Henrietta Maria, în 1625. Parlamentul a refuzat să-i atribuie dreptul tradițional de a colecta taxe vamale pentru întreaga sa domnie, hotărând în schimb să-l acorde doar provizoriu și să negocieze cu el.
Între timp, Carol a decis să trimită o forță expediționară pentru a elibera hughenoții francezi pe care trupele regale franceze le-au asediat la La Rochelle. Sprijinul militar pentru protestanți pe continent a avut potențialul de a atenua preocupările cauzate de căsătoria regelui cu o catolică. Cu toate acestea, insistența lui Carol ca unul dintre favoriții regali, George Villiers, duce de Buckingham, să își asume comanda forței engleze, a subminat acest sprijin. Din nefericire pentru Carol și Buckingham, expediția de salvare s-a încheiat cu un fiasco (1627), iar Parlamentul, deja ostil față de Buckingham pentru monopolul său în privința patronajului regal, a deschis o procedură de punere sub acuzare împotriva lui. Carol a răspuns prin dizolvarea Parlamentului. Această mișcare, l-a salvat pe Buckingham, dar a întărit impresia că Carol a vrut să evite controlul parlamentar asupra miniștrilor săi.
Dizolvând Parlamentul și nereușind să strângă bani fără el, regele a convocat unul nou în 1628. (Membrii aleși i-au inclus pe Oliver Cromwell și Edward Coke.) Noul Parlament a redactat Petiția dreptului, iar Carol a acceptat-o ca pe o concesie pentru a obține subvenția sa. Printre altele, petiția a făcut referire la Magna Carta. Cu toate acestea, nu i-a acordat dreptul la Tonaj și greutate, pe care Carol le colectase fără autorizație parlamentară din 1625. Mai mulți dintre cei mai activi membri ai opoziției au fost încarcerați, ceea ce a provocat o revoltă; unul dintre ei, John Eliot, a murit ulterior în închisoare, fiind considerat martir pentru drepturile Parlamentului.

### Domnia personală
Carol I a evitat să convoace un parlament pentru următorul deceniu, o perioadă cunoscută sub numele de „conducerea personală a lui Carol I” sau „Tirania de 11 ani”. În această perioadă, lipsa de bani a lui Carol a determinat politicile. În primul rând, pentru a evita Parlamentul, regele a trebuit să evite orice război astfel că a făcut pace cu Franța și Spania, terminând efectiv implicarea Angliei în Războiul de Treizeci de Ani. Cu toate acestea, în sine, acest lucru nu era suficient pentru a echilibra finanțele coroanei.
Incapabil să obțină venituri fără Parlament și nedorind să-l convoace, Carol a recurs la alte mijloace. O metodă a fost revigorarea anumitor convenții, de multe ori învechite. De exemplu, lipsa participării și a primirii distincției de cavaler la încoronarea lui Carol era o infracțiune pedepsită cu amendă plătită Coroanei. Regele a încercat, de asemenea, să obțină venituri prin impozitul pe navă, exploatând o stare de panică a războiului naval în 1635, cerând ca ținuturile din interiorul țării să plătească impozitul pentru marina regală. Legea a susținut această politică, dar autoritățile au ignorat-o timp de secole și mulți au considerat-o drept o altă taxă extra-parlamentară (și deci ilegală). Unii bărbați importanți au refuzat să plătească taxa, argumentând că era ilegală, dar au pierdut în instanță, iar amenzile care le-au fost aplicate pentru refuzul de a o plăti (și pentru a se opune legalității taxei) au provocat indignare larg răspândită.
În timpul „Domniei personale”, Carol a stârnit un mare antagonism prin măsurile sale religioase: el credea în „Anglicanismul înalt”, o versiune sacramentală a Bisericii Anglicane bazată, teologic, pe arminianism, un crez împărțit cu principalul său consilier politic, arhiepiscopul William Laud. În 1633, Charles l-a numit pe Laud ca arhiepiscop de Canterbury și a început să facă biserica mai ceremonială, înlocuind mesele de comuniune din lemn cu altare de piatră. Puritanii l-au acuzat pe Laud că reintroduce catolicismul; când s-au plâns, au fost arestați. În 1637, lui John Bastwick, Henry Burton și William Prynne li s-au tăiat urechile pentru că au scris broșuri care atacau opiniile lui Laud - o pedeapsă rară pentru bărbați și una care a stârnit furia. Mai mult decât atât, autoritățile bisericești au reînviat statutele date în vremea Elisabetei I despre prezența bisericii și i-au amendat pe puritani pentru că nu au participat la slujbele bisericești anglicane.

### Rebeliunea în Scoția
Sfârșitul domniei personale a lui Carol a apărut atunci când a încercat să aplice aceleași politici religioase în Scoția. Biserica din Scoția, cu structură episcopală, avea tradiții independente. Carol, totuși, dorea o biserică unitară în întreaga Britanie și a introdus o versiune nouă, a cărții de rugăciuni obștești în Scoția, la mijlocul anului 1637. Acest lucru a fost întâmpinat cu o rezistență violentă; o revoltă a izbucnit în Edinburgh, care se pare că ar fi început în Catedrala St. Giles, după Jenny Geddes. În februarie 1638, scoțienii și-au formulat obiecțiile față de politica regală în Pactul Național. Acest document a luat forma unui „protest loial”, respingând toate inovațiile care nu au fost verificate în prealabil de parlamentele libere și de Adunările Generale ale Bisericii.
În primăvara anului 1639, regele Carol I și-a însoțit forțele la granița scoțiană pentru a pune capăt răzvrătirii numite Războiul episcopilor. Dar, după o campanie militară neconcludentă, a acceptat armistițiul scoțian oferit: tratatul de la Berwick. Armistițiul s-a dovedit a fi temporar, iar al doilea război a urmat la mijlocul anului 1640. De data aceasta, o armată scoțiană a învins forțele lui Carol în nord, apoi a capturat Newcastle. În cele din urmă, Carol a fost de acord să nu interfereze cu religia Scoției și să plătească cheltuielile de război ale scoțienilor.

### Rechemarea parlamentului
Carol avea nevoie să suprime revolta din Scoția. Cu toate acestea, el avea fonduri insuficiente și a trebuit să ceara bani unui parlament nou ales în 1640. Facțiunea majoritară din noul Parlament, condusă de John Pym, a luat acest apel pentru bani ca pe o ocazie de a discuta plângerile împotriva coroanei și s-a opus ideii invaziei engleze a Scoției. Carol a făcut excepție de la această lezmajestate (infracțiune împotriva conducătorului) și a dizolvat Parlamentul după doar câteva săptămâni; de aici numele „Parlamentul Scurt”.
Fără sprijinul parlamentului, Carol a atacat din nou Scoția, încălcând armistițiul de la Berwick, și a suferit o înfrângere totală. Scoțienii au continuat să invadeze Anglia, ocupând Northumberland și Durham. Între timp, un alt consilier șef de-al lui Carol, Thomas Wentworth, primul conte de Wentworth, a ajuns Lord Deputy al Irlandei în 1632 și a adus veniturile necesare pentru Charles, convingând gentria catolică irlandeză să plătească noi impozite în schimbul concesiilor religioase promise. 
În 1639, Charles l-a rechemat pe Wentworth în Anglia și în 1640 l-a făcut conte de Straford încercând să-l determine să obțină rezultate similare în Scoția. De data aceasta a avut mai putin succes și forțele engleze au fugit de pe câmpul de luptă în cea de-a doua bătălie cu scoțienii din 1640. Aproape întregul nord al Angliei a fost ocupat, iar Carol a fost nevoit să plătească 850 de lire pe zi pentru a-i împiedica pe scoțieni să avanseze. Dacă nu ar fi plătit, scoțienii ar fi „luat” banii dărâmând și arzând orașele din nordul Angliei.
Toate acestea l-au pus pe Carol într-o poziție financiară disperată. Ca rege al scoțienilor, a trebuit să găsească bani pentru plata armatei scoțiene în Anglia; ca rege al Angliei, a trebuit să găsească bani pentru a plăti și a echipa o armată engleză pentru a apăra Anglia. Mijloacele sale de a crește veniturile în engleză fără un parlament englez au scăzut critic.  În acest context, și în conformitate cu sfaturile Magnum Concilium (Camera Lorzilor, dar fără Camera Comunelor, deci nu un Parlament), Carol a cedat presiunii, în cele din urmă, și a convocat un alt parlament englez în noiembrie 1640.

### Parlamentul cel Lung

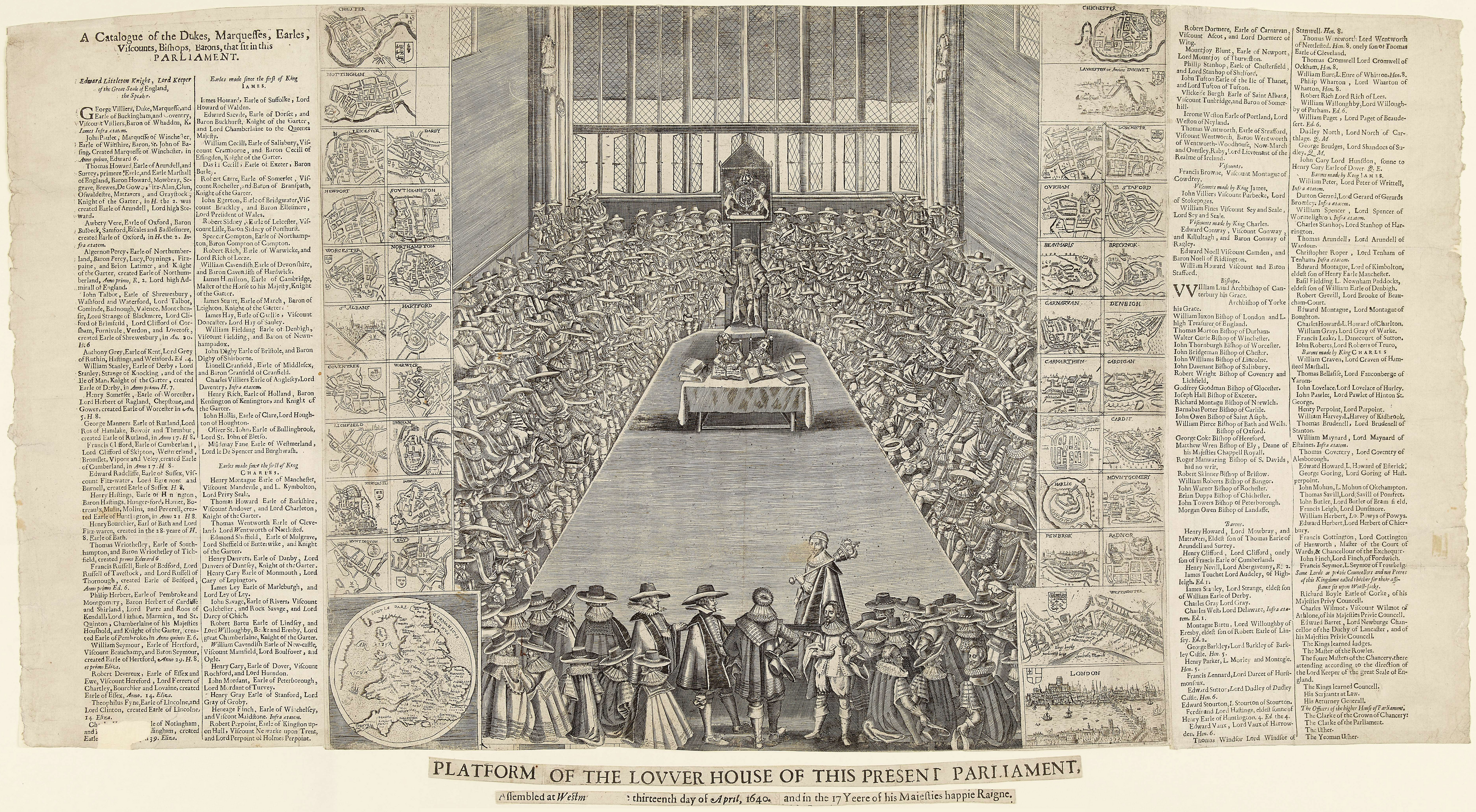
Sesiune a Parlamentului cel Lung

Noul Parlament s-a dovedit a fi și mai ostil față de Carol decât cel anterior. A început imediat să discute plângerile împotriva lui Carol și a guvernului său, iar cu Pym și Hampden la conducere a profitat de ocazia ivită de problemele regelui pentru a forța diferite măsuri de reformă - inclusiv multe cu teme puternic „antipapale” – pe care regele a trebuit să le accepte. Legislatorii au adoptat o lege care prevedea că un nou Parlament ar trebui să se convoace cel puțin o dată la trei ani - fără convocarea regelui, dacă este necesar. Alte legi adoptate de Parlament: era ilegal ca regele să impună impozite fără consimțământul parlamentului și ulterior i-a dat parlamentului control asupra miniștrilor regelui. În cele din urmă, parlamentul a adoptat o lege care interzicea regelui să dizolve parlamentul fără consimțământul său, chiar dacă cei trei ani trecuseră. De atunci, acest parlament a fost cunoscut drept „Parlamentul cel lung”. Cu toate acestea, parlamentul a încercat să evite conflictul, cerând tuturor adulților să semneze Protestarea, un jurământ de credință față de Carol.
La începutul procedurilor parlamentului cel lung, acesta l-a acuzat în mod copleșitor pe Thomas Wentworth, conte de Strafford de înaltă trădare și alte infracțiuni și delicte.
Henry Vane cel Tânăr, a furnizat dovezi în legătură cu folosirea necorespunzătoare a armatei în Irlanda, susținând că Strafford l-a încurajat pe rege să-și folosească armata ridicată în Irlanda pentru a amenința Anglia. Aceste dovezi au fost obținute de la tatăl lui Vane, Henry Vane cel Bătrân, membru al consiliului Privat al regelui, care a refuzat să le confirme în parlament din loialitate față de Carol. La 10 aprilie 1641, cazul lui Pym s-a prăbușit, dar Pym a adresat un apel direct lui Henry Vane cel Tânăr pentru a produce o copie a notei de la consiliul Privat al regelui, descoperită de tânărul Vane și, în mod secret, predată lui Pym, spre nemulțumirea lui Vane cel Bătrân. Aceste note de la consiliul privat al regelui conțineau dovezi conform cărora Strafford i-a spus regelui: „Sire, v-ați făcut datoria și supușii voștri au eșuat în a-și îndeplini datoria lor și, prin urmare, sunteți absolvit de regulile guvernării și puteți utiliza măsuri extraordinare, aveți o armată în Irlanda, cu care puteți subjuga regatul.”
Pym a emis imediat un act de reținere, argumentând cu vinovăția lui Strafford și cerând ca acesta să fie ucis. Spre deosebire de o constatare de vinovăție într-un proces, reținerea nu necesita o sarcină legală de probă, dar necesita aprobarea regelui. Carol, cu toate acestea, i-a garantat lui Strafford că nu va semna actul, fără de care proiectul de lege nu putea fi trecut. În plus, Lorzii s-au opus gravității sentinței de moarte impusă lui Strafford. Cu toate acestea, tensiunile crescute și un complot în armată în sprijinul lui Strafford au început să influențeze această problemă. La 21 aprilie, Camera Comunelor a adoptat proiectul de lege (204 în favoarea lui, 59 împotrivă și 250 abțineri), iar Lorzii s-au abținut. Carol, încă înfuriat în legătură cu manipularea din Camera Comunelot în ceea ce îl privește pe Buckingham, a refuzat. Strafford însuși, în speranța de a îndrepta de războiul pe care l-a întrevăzut, i-a scris regelui și i-a cerut să reconsidere. Carol, temându-se pentru siguranța familiei sale, a semnat actul la 10 mai.  Strafford a fost decapitat două zile mai târziu. Între timp, atât parlamentul, cât și regele au convenit asupra unei investigații independente în legătură cu implicarea regelui în complotul lui Strafford.
Parlamentul cel lung a adoptat apoi Legea trienală, cunoscută și sub numele de Legea privind dizolvarea din mai 1641, la care a fost acordat cu ușurință avizul regal. Actul trienal impunea ca parlamentul să fie convocat cel puțin o dată la trei ani și că atunci când regele nu a emis o convocare adecvată, membrii se vor putea întruni singuri. Acest act interzicea, de asemenea, taxa pe navă fără consimțământul Parlamentului, amenzile pentru sechestrarea cavalerilor și împrumuturile forțate. Monopolurile au fost reduse sever, iar Curțile Camerei Stelare și Înaltei Comisii au fost desființate prin Legea Habeas Corpus 1640 și, respectiv, Legea Trienală. Toate formele de impozitare rămase au fost legalizate și reglementate de Legea Tonajului și Greutății. La 3 mai, Parlamentul a decretat Protestarea, atacând „sfaturile rele” ale guvernului lui Carol, prin care cei care au semnat petiția s-au angajat să apere „adevărata religie reformată”, parlamentul și persoana, onoarea și moșia regelui. Pe parcursul lunii mai, Camera Comunelor a lansat mai multe legi care atacau episcopii și episcopalitatea în general, de fiecare dată legea fiind respinsa de Camera Lorzilor.
Atât Carol, cât și parlamentul au sperat că execuția lui Strafford și apariția Protestării vor pune capăt intențiilor de război, dar, de fapt, le-au încurajat. Charles și susținătorii săi au continuat să respingă cererile parlamentului, în timp ce parlamentarii au continuat să-l suspecteze pe Charles că dorea să impună episcopalismul și o guvernare regală neîngrădită de forța militară. În câteva luni, catolicii irlandezi, temându-se de o renaștere a puterii protestante, au lovit primii și toată Irlanda a ajuns rapid în haos. Zvonurile care au circulat spuneau că regele îi sprijinea pe irlandezi, iar membrii puritanilor din Camera Comunelor au început să spună că aceasta era soarta pe care Charles o pregătise pentru toți.
La începutul lunii ianuarie 1642, însoțit de 400 de soldați, Carol a încercat să aresteze cinci membri ai Camerei Comunelor, sub acuzația de trădare. Această încercare a eșuat. Când trupele au intrat în Parlament, Charles l-a întrebat pe William Lenthall, președintele camerei, cu privire la locul unde se aflau cei cinci. Lenthall a răspuns: „Fie pe placul Majestății tale, nu am ochii să văd, nici limbă să vorbesc în acest loc, decât așa cum Camera are plăcerea să mă conducă, al cărui slujitor sunt aici”. Cu alte cuvinte, președintele s-a proclamat el însuși un slujitor al parlamentului, mai degrabă decât al regelui.

### Tulburări locale
În vara anului 1642 aceste tulburări naționale au ajutat la polarizarea opiniei. Opoziția față de Charles a apărut, de asemenea, din cauza multora dintre nemulțumirile locale. De exemplu, impunerea sistemelor de drenaj în The Fens a afectat negative mijloacele de trai a mii de oameni după ce regele a acordat o serie de contracte de drenaj. Mulți au considerat că regele era indiferent față de bunăstarea publică, iar acest lucru a jucat un rol important în trecerea unei mari părți din estul Angliei în tabăra parlamentară. Acest sentiment a adus cu el oameni precum contele de Manchester și Oliver Cromwell, fiecare un adversar important al regelui. În schimb, unul dintre cei mai importanți contractori de drenare, contele de Lindsey, avea să moară pentru rege în bătălia de la Edgehill.

## Primul război civil englez (1642-1646)

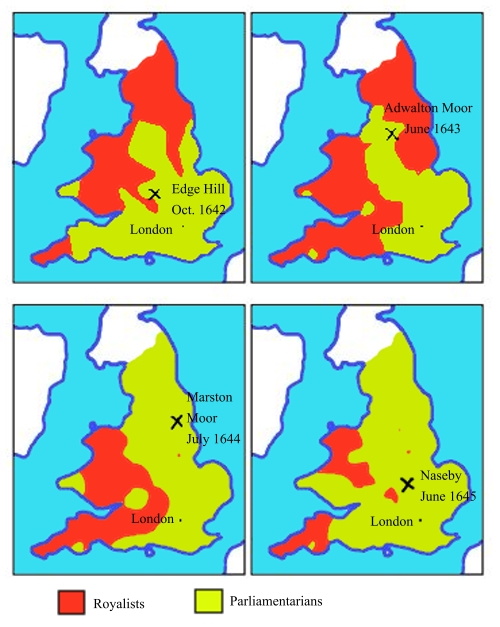
Harta teritoriilor deținute de susținătorii regalității (roșu) și de susținătorii parlamentului (galben-verde), 1642–1645

La începutul lunii ianuarie 1642, la câteva zile după ce nu a reușit să captureze cinci membri ai Camerei Comunelor, temându-se pentru siguranța familiei sale și a alaiului, Carol a părăsit zona Londrei pentru nordul țării. Negocierile ulterioare desfășurate prin corespondența frecventă între rege și parlamentul cel lung, până la începutul verii, s-au dovedit a fi nereușite. Pe măsură ce vara a înaintat, orașele și-au declarat simpatia pentru o facțiune sau pentru cealaltă: de exemplu, garnizoana de la Portsmouth, aflată sub comanda lui Sir George Goring, s-a alăturat regelui, dar când Carol a încercat să obțină arme pentru cauza sa din Kingston upon Hull, depozitarul pentru armele folosite în campaniile scoțiene anterioare, Sir John Hotham, guvernatorul militar numit de parlament în ianuarie, a refuzat să îl lase pe Carol să intre în Hull. Când Carol s-a întors cu mai mulți bărbați, Hotham i-a îndepărtat. Carol a emis un mandat pentru ca Hotham să fie arestat ca trădător, dar nu a reușit să-l pună în aplicare. De-a lungul lunilor de vară, tensiunile au crescut și în unele locuri au avut loc lupte, primul deces al conflictului având loc în Manchester.
La începutul conflictului, o mare parte a țării a rămas neutră, deși marina regală și cele mai multe orașe engleze au fost de partea parlamentului, în timp ce regele a găsit un sprijin considerabil în comunitățile rurale. Istoricii estimează că ambele părți au avut doar aproximativ 15.000 de soldați. Cu toate acestea, războiul s-a răspândit rapid și, în cele din urmă, a implicat fiecare nivel al societății. Multe zone au încercat să rămână neutre. Unele trupe formate de bande locale alcătuite pentru a-și proteja localitățile împotriva exceselor ambelor armate, dar cele mai multe localități s-au aflat în imposibilitatea de a rezista atât regelui, cât și parlamentului. Pe de o parte, regele și suporterii lui au luptat pentru guvernarea tradițională în cadrul bisericii și a statului. Pe de altă parte, cei mai mulți susținători ai cauzei parlamentare au luptat inițial pentru a apăra ceea ce ei au considerat drept un echilibru tradițional de guvernare în cadrul bisericii și a statului, stil de guvernare care a fost subminat în timpul „Tiraniei de 11 ani” de sfaturile greșite primite de la consilierii săi. Punctele de vedere ale membrilor parlamentului au variat de la sprijinul de netăgăduit pentru rege - la un moment dat în timpul primului război civil, mai mulți membri ai comunelor și lorzilor s-au adunat în parlamentul de la Oxford al regelui în loc să se întrunească în cel de la Westminster - până la cei radicali, care doreau reforme majore în favorizarea independenței religioase și redistribuirea puterii la nivel național. Cu toate acestea, chiar și cei mai radicali susținători ai cauzei parlamentare au dorit ca regele Carol să rămână pe tron.
După dezastrul de la Hull, Carol s-a mutat la Nottingham, unde, la 22 august 1642, a ridicat stindardul regal. Când și-a ridicat standardul, Carol avea cu el circa 2.000 de cavaleri și un număr mic de oameni de infanterie din Yorkshire și, folosind sistemul arhaic al unei recrutări,  suporterii lui Carol au început să construiască o armată mai mare. Carol a pornit pe direcția sud-vest, mai întâi la Stafford și apoi la Shrewsbury, pentru că sprijinul pentru cauza lui părea deosebit de puternic în zona văii Severn și în nordul Țara Galilor. În timp ce trecea prin Wellington, în ceea ce a devenit cunoscut sub numele de „Declarația de la Wellington”, el a declarat că va susține „religia protestantă, legile Angliei și libertatea parlamentului”.

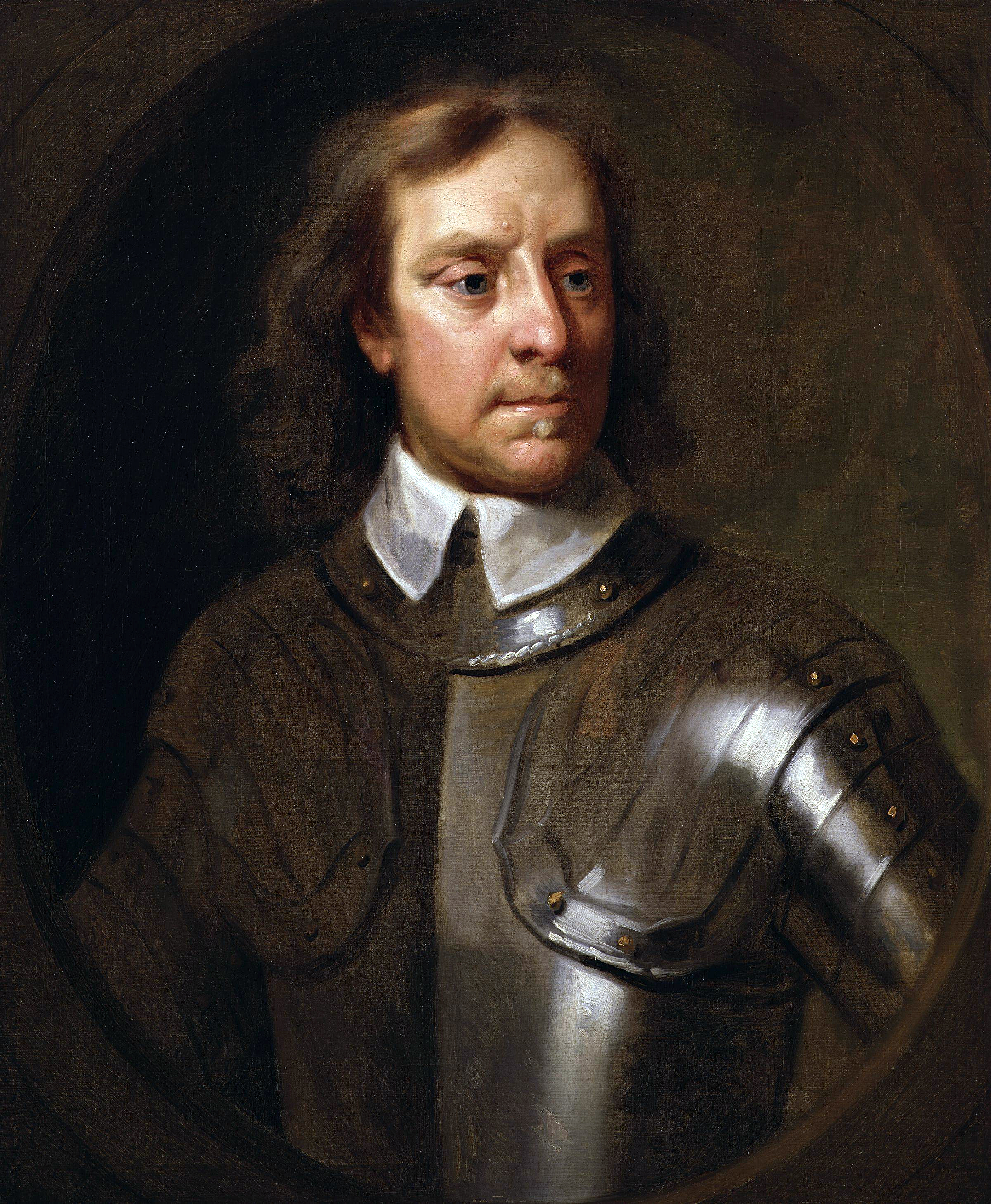
Oliver Cromwell

Susținătorii parlamentului care s-au opus regelui nu au rămas pasivi în această perioadă dinaintea războiului. Ca și în cazul Kingston upon Hull, aceștia au luat măsuri pentru a-și asigura sprijinul orașelor strategice prin numirea unor funcționari care le susțineau cauza și pe 9 iunie au votat pentru a aduna o armată de 10.000 de voluntari și l-au numit comandant pe Robert Devereux, trei zile mai târziu. El a primit ordine „pentru a salva persoana Majestății Sale, a prințului de Țara Galilor și a ducelui de York din mâinile acelor persoane disperate care erau în legătură cu acestea”. Lord Lieutenant, pe care l-a numit parlamentul, a folosit ordonanța militară pentru a comanda miliției să se alăture armatei lui Essex.
La două săptămâni după ce regele și-a ridicat steagul la Nottingham, Essex și-a condus armata spre nord spre Northampton, primind sprijin de-a lungul drumului (inclusiv un detașament de cavalerie Cambridgeshire adunat și comandat de Oliver Cromwell). La mijlocul lui septembrie forțele lui Essex au crescut la 21.000 de infanteriști și 4.200 de cavaleri și dragoni. La 14 septembrie, el și-a mutat armata în Coventry și apoi la nord de Cotswolds, o strategie prin care și-a plasat armata între regaliști și Londra. Cu mărimea ambelor armate acum cifrată la zeci de mii și numai cu Worcestershire între ele, era inevitabil ca unitățile de recunoaștere ale cavaleriei să se întâlnească mai devreme sau mai târziu. Acest lucru s-a întâmplat în prima luptă majoră a războiului civil, când o trupă de cavalerie de aproximativ 1.000 de regaliști comandați de prințul Rupert, un nepot german al regelui și unul dintre comandanții de cavalerie remarcabili ai războiului, a învins un detașament de cavalerie ale parlamentarilor sub comanda colonelului John Brown în bătălia de la Powick Bridge, la un pod peste râul Teme aproape de Worcester.

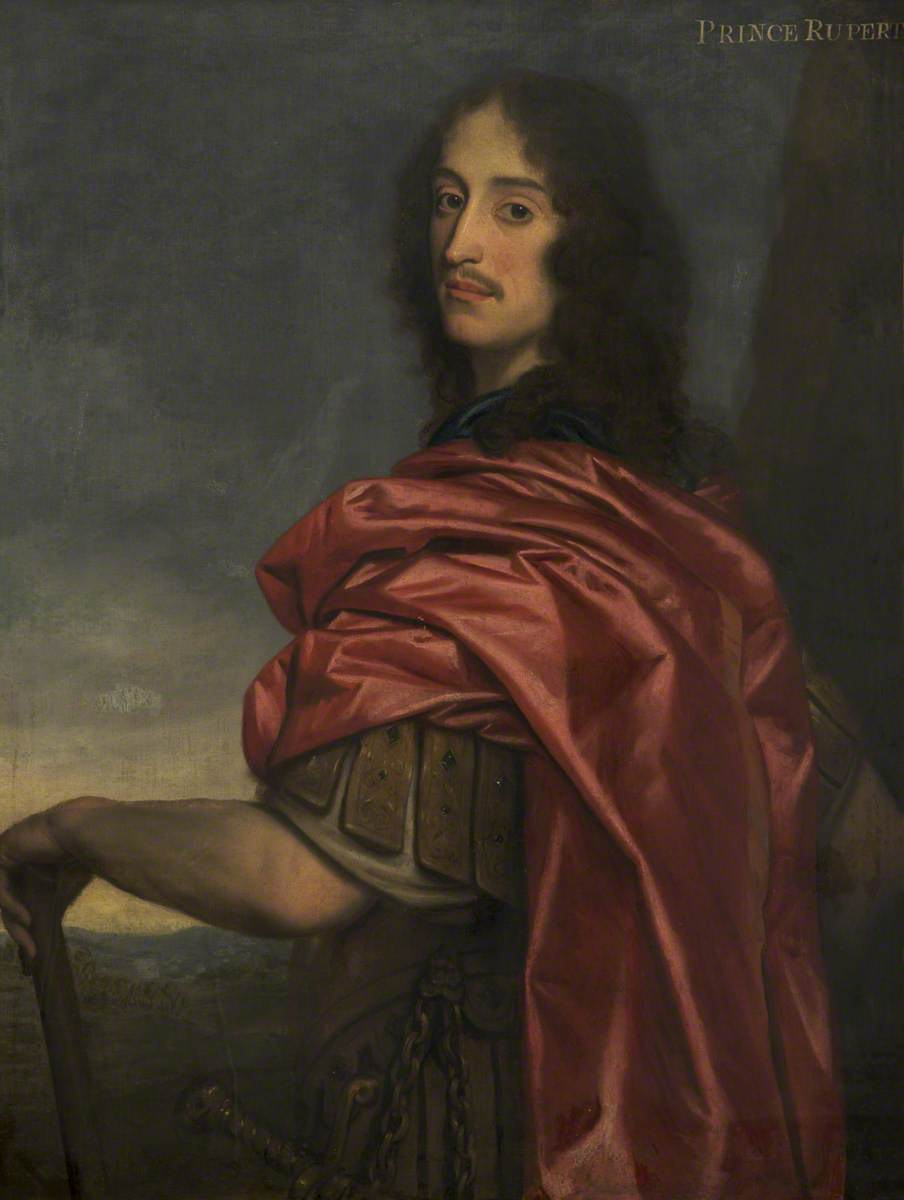
Prințul Rupert al Rinului

Rupert s-a retras în Shrewsbury, unde un consiliu de război a discutat două direcții de acțiune: să avanseze spre noua poziție a lui Essex lângă Worcester sau să pornească de-a lungul drumului deschis spre Londra. Consiliul a decis să ia drumul spre Londra, dar nu să evite o bătălie, pentru că generalii regaliști voiau să lupte împotriva lui Essex înainte ca acesta să devină prea puternic, iar temperamentul ambelor părți a făcut imposibilă amânarea deciziei. În cuvintele contelui de Clarendon: „s-a considerat mai înțelept să mergem spre Londra, fiind sigur că din punct de vedere moral, contele de Essex s-ar fi pus în cale”. În consecință, armata a părăsit Shrewsbury pe 12 octombrie, câștigând două zile în fața inamicului și a pornit spre sud-est. Acest lucru a avut efectul dorit, deoarece l-a obligat pe Essex să pornească și el pentru a o intercepta.
Prima bătălie a războiului, care a avut loc la Edgehill la 23 octombrie 1642, s-a dovedit a fi neconcludentă, iar atât regaliștii, cât și parlamentarii și-au proclamat victoria. Cea de-a doua bătălie a războiului, de la Turnham Green, a avut ca rezultat forțarea lui Carol de a se retrage spre Oxford. Acest oraș ar devenit cartierul său general pentru restul războiului.
În 1643 forțele regaliste au câștigat la Adwalton Moor și au obținut controlul asupra marii părți din Yorkshire [80]. În Midlands, o forță parlamentară condusă de Sir John Gell a asediat și a capturat orașul-catedrală Lichfield, după moartea comandantului original, Lord Brooke. [81] Acest grup s-a reunit ulterior cu forțele lui Sir John Brereton pentru a lupta în bătăliei nedecisă de la Hopton Heath (19 martie 1643), unde comandantul regalist, contele de Northampton, a fost ucis. Luptele ulterioare din vestul Angliei, la Lansdowne și la Roundway Down, au revenit, de asemenea, regaliștilor [82]. Prințul Rupert putea astfel să ocupe orașul Bristol. În același an, Oliver Cromwell și-a format trupa „Ironsides”, o unitate disciplinată prin care și-a demonstrat capacitatea militară de conducere. Cu ajutorul lor, el a câștigat o victorie în bătălia de la Gainsborough, în iulie.
În această etapă, între 7 și 9 august 1643, au avut loc câteva demonstrații populare în Londra - atât pro, cât și contra războiului. S-a protestat la Westminster. O demonstrație de pace a femeilor din Londra, care a devenit violentă, a fost suprimată de regimentul de cavalerie a lui William Waller. Unele femei au fost bătute și chiar uciși, iar multe au fost arestate.
Ca urmare a acestor evenimente din august, reprezentantul Veneției din Anglia a raportat dogelui că guvernul de la Londra a luat măsuri considerabile pentru a înăbuși disidența.
În general, începutul războiului a fost favorabil regaliștilor. Punctul de cotitură a venit la sfârșitul verii și la începutul toamnei din 1643, când armata contelui din Essex l-a forțat pe rege să ridice asediul asupra Gloucester și apoi a îndepărtat armata regalistă în prima bătălie de la Newbury (20 septembrie 1643), pentru a reveni triumfător la Londra. Alte forțe parlamentare au câștigat bătălia de la Winceby, oferindu-le controlul asupra orașului Lincoln. Manevrele politice pentru a obține un avantaj ca număr l-a făcut pe Carol să negocieze o încetare a focului în Irlanda, permițând trupelor engleze să lupte de partea regalistă în Anglia, în timp ce Parlamentul a oferit concesii scoțienilor în schimbul ajutorului lor.

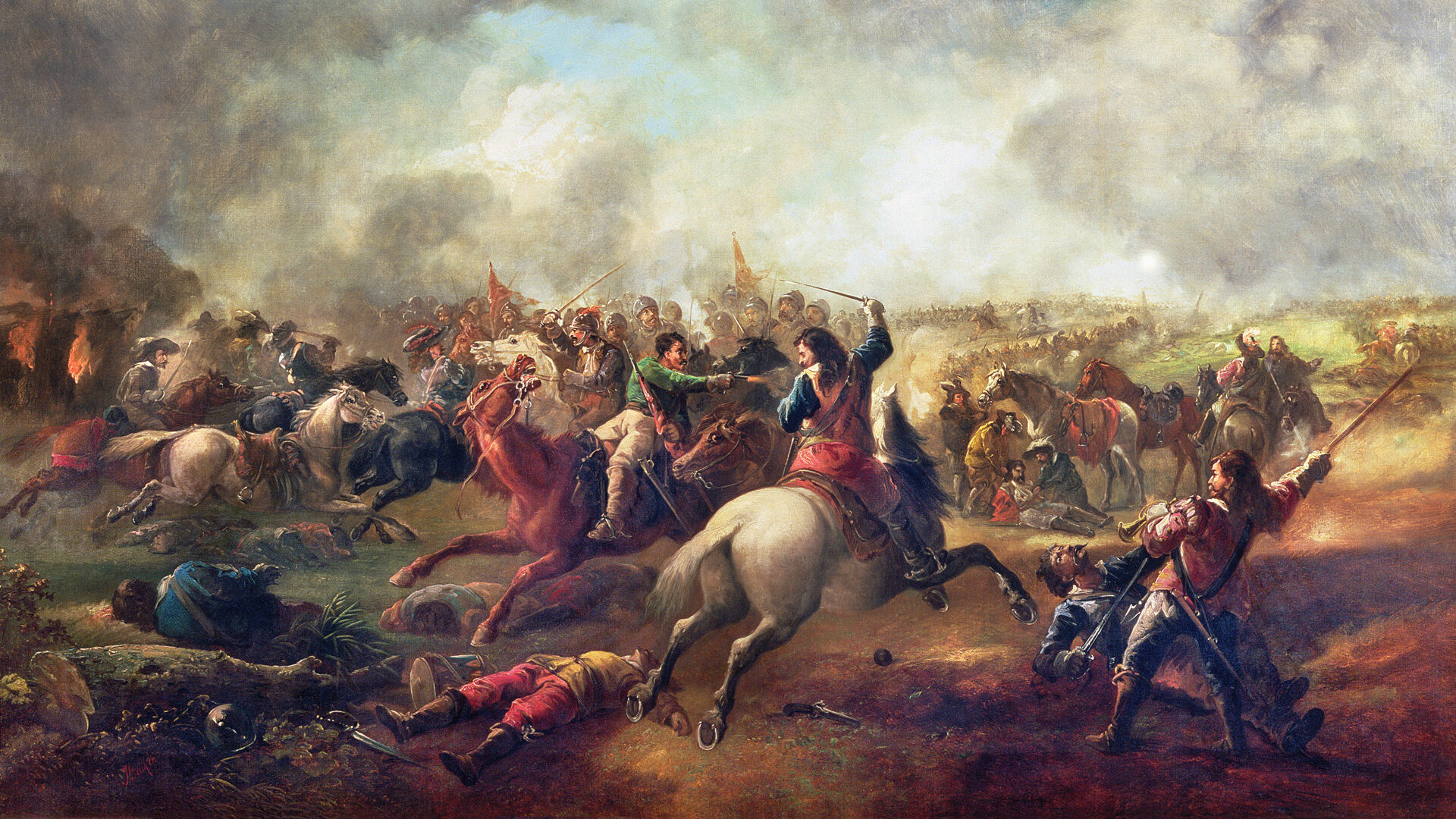
Bătălia de la Marston Moor, 1644

Cu ajutorul scoțienilor, parlamentul a câștigat la Marston Moor (2 iulie 1644), obținând York-ul și nordul Angliei. Conduita lui Cromwell în această bătălie s-a dovedit decisivă, demonstrându-și astfel potențialul de lider politic și de important conducător militar. Înfrângerea din bătălia de la Lostwithiel din Cornwall, cu toate acestea, a marcat o inversare serioasă a situației parlamentului în sud-vestul Angliei. Luptele ulterioare din jurul lui Newbury (27 octombrie 1644), deși tactic indecisă, s-a dovedit strategică pentru parlament.
În 1645, parlamentul și-a reafirmat hotărârea de a lupta în război până la capăt. A adoptat Self-denying Ordinance, prin care toți membrii fiecărei camere a parlamentului au renunțat la comanda pe care o aveau în armată și astfel s-au reorganizat principalele forțe în New Model Army, sub comanda lui Sir Thomas Fairfax, Cromwell fiind aghiotant  -comandă și general-locotenent al cavaleriei. În două bătălii decisive - bătălia de la Naseby din 14 iunie și bătălia de la Langport din 10 iulie - parlamentarii au distrus efectiv armatele lui Carol.
În rămășițele regatului său englez, Carol a încercat să recupereze o bază stabilă de sprijin prin consolidarea Midlands. A început să formeze o axă între Oxford și Newark-on-Trent în Nottinghamshire. Aceste orașe deveniseră fortărețe și s-au arătat mai loiale față de el decât față de alții. A cucerit Leicester, care se află între ele, dar resursele sale erau epuizate. Având puține șanse să le refacă, în mai 1646 a încercat să se adăpostească într-o armată scoțiană presbiteriană la Southwell, în Nottinghamshire. Carol a fost în cele din urmă predat parlamentului englez de către scoțieni și a fost întemnițat. Aceasta a marcat sfârșitul primului război civil din Anglia.

## Al doilea război civil englez (1648-1649)

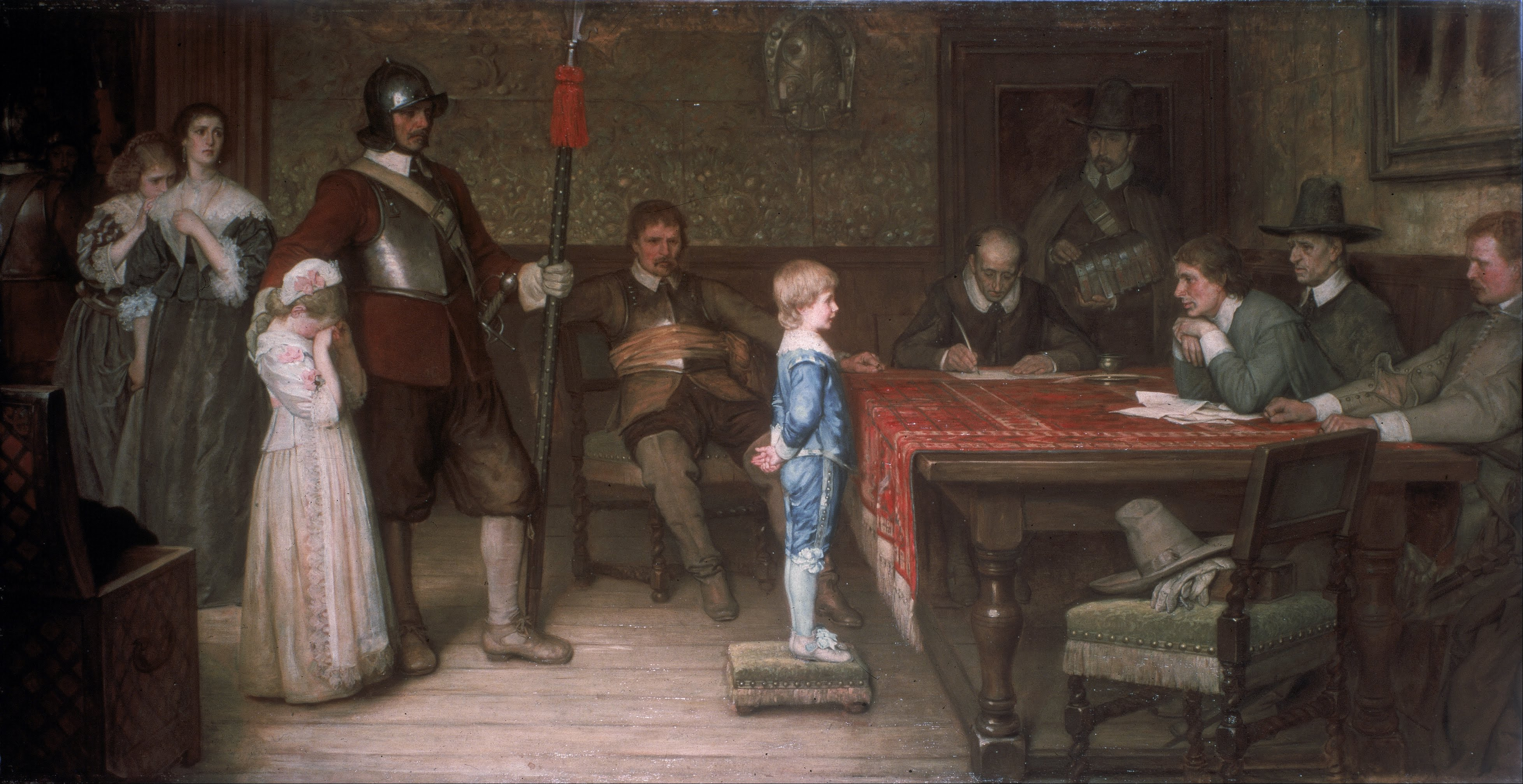
„Și când l-ai văzut ultima oară pe tatăl tău?” de William Frederick Yeames.

Carol I a profitat de deturnarea atenției de la sine pentru a negocia un tratat secret cu scoțienii, promițând din nou reforma bisericii, la 28 decembrie 1647. În conformitate cu acordul, numit „Angajamentul”, scoțienii s-au angajat să invadeze Anglia în numele lui Carol și să-l readucă la tron, cu condiția înființării prezbiterianismului timp de trei ani.
O serie de revolte regaliste în toată Anglia și o invazie scoțiană a avut loc în vara anului 1648. Forțele loiale parlamentului au pus capăt majorității revoltelor din Anglia, după lupte considerate mai mult ca hărțuiri, dar revoltele din Kent, Essex și Cumberland, rebeliunea în Țara Galilor și invazia scoțiană au implicat lupte în bătălii și asedii prelungite.
În primăvara anului 1648, trupe parlamentare neremunerate din Țara Galilor au schimbat tabăra. Colonelul Thomas Horton a învins rebelii regaliști în bătălia de la St Fagans (8 mai), iar liderii rebeli s-au predat lui Cromwell la 11 iulie, după asediul de doi luni asupra Pembroke. Sir Thomas Fairfax a învins o revoltă regalistă în Kent în bătălia de la Maidstone la 1 iunie. Fairfax, după succesul său de la Maidstone și pacificarea ținutului Kent, s-a îndreptat spre nord pentru a subjuga Essex, unde, sub îndrăgitul,  experimentatul și popularul lider Sir Charles Lucas, regaliștii se alăturaseră în număr mare. Fairfax a împins inamicul spre Colchester, dar primul său atac asupra orașului a fost respins și astfel a trebuit să participe la un asediu lung.
În nordul Angliei, generalul-maior John Lambert a organizat o campanie de succes împotriva unui număr de revolte regaliste - cea mai mare a lui Sir Marmaduke Langdale din Cumberland. Datorită succeselor lui Lambert, comandantul scoțian, ducele de Hamilton, a putut să pornească spre Carlisle în invazia scoțiană pro-regalistă din Anglia. Susținătorii parlamentarilor aflați sub comanda lui Cromwell s-au angajat în bătălia contra scoțienilor la Preston (17-19 august). Lupta a avut loc în mare parte la Walton-le-Dale lângă Preston în Lancashire și a dus la o victorie a trupelor lui Cromwell asupra regaliștilor și scoțienilor comandați de Hamilton. Această victorie parlamentară a marcat sfârșitul celui de-al doilea război civil din Anglia.
Aproape toți regaliștii care au luptat în primul război civil și-au dat cuvântul că nu vor lupta împotriva Parlamentului și mulți dintre aceștia, precum Lordul Astley, au refuzat să-și încalce cuvântul astfel că nu au luptat în cel de-al doilea război. Deci, învingătorii din al doilea război civil au arătat puțină milă celor care au luptat din nou. În seara predării Colchester-ului, parlamentarii i-au împușcat pe Sir Charles Lucas și Sir George Lisle. Autoritățile parlamentare au condamnat la moarte liderii rebeliunii galeze, generalul-maior Rowland Laugharne, colonelul John Poyer și colonelul Rice Powel, dar l-au executat numai pe Poyer (25 aprilie 1649), după ce l-au selectat prin alegere. Dintre cei cinci regaliști importanți care au căzut în mâinile parlamentului, trei, ducele de Hamilton, contele de Holland și lordul Capel, unul dintre prizonierii de la Colchester și un om de mare caracter, au fost decapitați la Westminster pe 9 martie.

## Procesul lui Carol I pentru trădare
Pactele secrete ale lui Charles și încurajarea susținătorilor săi de a-și încălca cuvântul dat au determinat parlamentul să dezbată dacă să-l aducă pe rege înapoi la putere. Cei care încă îl mai sprijineau să revină pe tron, precum liderul armatei și moderatul Fairfax, au încercat încă o dată să negocieze cu el. Furioasă că parlamentul continua să-l prezinte în continuare pe Carol în calitate de conducător, armata a mers în Parlament și a coordonat „Epurarea lui Pride” (numită după ofițerul comandant al operațiunii, Thomas Pride) în decembrie 1648. Trupele au arestat 45 de membri ai parlamentului și au ținut alți 146 în afara lui. Au permis prezența numai pentru 75 de membri, iar apoi numai cu permisiunea armatei. Acest parlament rămas a primit ordin să înființeze, în numele poporului Angliei, o Înaltă Curte de Justiție pentru judecarea lui Carol I pentru trădare.  Fairfax, un monarhist constituțional și moderat, a refuzat să participe la proces și a demisionat din postura de șef al armatei, permițându-i lui Oliver Cromwell să ajungă la putere.
La sfârșitul procesului, cei 59 de delegați (judecători) l-au găsit pe Carol I vinovat de înaltă trădare, ca „tiran, trădător, ucigaș și inamic public”. Decapitarea lui a avut loc pe o schelă din fața Banqueting House a Palatului Whitehall, la 30 ianuarie 1649. După restaurarea din 1660, dintre regicizi supraviețuitori care nu trăiau în exil, nouă au fost executați și majoritatea celorlalți condamnați la închisoare pe viață.
În urma execuției, Carol, cel mai mare fiu, se afla în Jersey, unde, la 17 februarie 1649, în Piața Regală din St. Helier, a fost proclamat public ca regele Carol al II-lea (după prima proclamare publică din Edinburgh, la 5 februarie 1649).

## Al treilea război civil englez (1649-1651)

### Irlanda

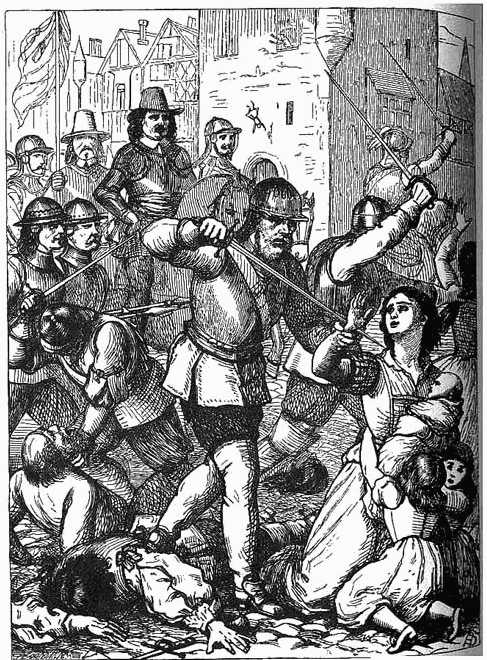
O reprezentare din secolul al XIX-lea a masacrului de la Drogheda din 1649

Irlanda a cunoscut o perioadă de război continuu de la revolta din 1641, cea mai mare parte a insulei fiind controlată de Confederații irlandezi. Tot mai mult amenințați de armatele parlamentului englez după arestarea lui Carol I în 1648, confederații au semnat un tratat de alianță cu regaliștii englezi. Forțele regale și confederate aflate sub conducerea ducelui de Ormonde au încercat să elimine armata parlamentară care deținea Dublin, asediind orașul, dar adversarii lor i-au condus spre bătălia de la Rathmines (2 august 1649). În timp ce fostul membru al parlamentului amiralul Robert Blake a blocat flota prințului Rupert la Kinsale, Oliver Cromwell a putut debarca cu o armată la Dublin la 15 august 1649, pentru a opri alianța regalistă din Irlanda.
Suprimarea regaliștilor din Irlanda de către Cromwell în 1649 încă mai are o rezonanță puternică pentru mulți irlandezi. După asediul orașului Drogheda, masacrul a aproape 3.500 de persoane - cuprinzând în jur de 2.700 de soldați regaliști și alți 700, inclusiv civili, prizonieri și preoți catolici (Cromwell a pretins că toți bărbații purtau arme) - a devenit una dintre amintirile istorice care a condus la conflictele irlandezo-engleze și catolice-protestante în ultimele trei secole. Cucerirea Irlandei de către parlamentari a durat încă patru ani până în 1653, când ultimii soldați ai confederației irlandeze și ai regaliștilor s-au predat. Învingătorii au confiscat aproape toate terenurile deținute de catolicii irlandezi în urma cuceririi și l-au distribuit creditorilor Parlamentului, soldaților care au luptat alături de parlamentari, soldați care au slujit în Irlanda și persoanelor engleze care s-au stabilit acolo înainte de război.

### Scoția
Execuția lui Carol I a modificat dinamica războiului civil din Scoția, care a izbucnit între regaliști și prezbiterieni în 1644. Până în 1649, lupta i-a găsit pe regaliști în dezordine, iar liderul lor, marchizul de Montrose, a plecat în exil. La început, Carol al II-lea l-a încurajat pe Montrose să adune o armată din ținuturile înalte pentru a lupta de partea regalistă. Cu toate acestea, când prezbiterienii scoțieni (care nu erau de acord cu execuția lui Carol I și care se temeau de viitorul presbiterianismului sub noul Commonwealth) i-au oferit coroana Scoției, Carol l-a abandonat pe Montrose dușmanilor săi. Cu toate acestea, Montrose, care ridicase o armată de mercenari în Norvegia, [123] a ajuns în Scoția și nu putea abandona lupta. El nu a reușit să convingă multe clanuri din Highland, iar prezbiterienii i-au învins armata în bătălia de la Carbisdale din Ross-shire la 27 aprilie 1650. Învingătorii l-au capturat pe Montrose la scurt timp după aceea și l-au dus în Edinburgh. La 20 mai, Parlamentul scoțian l-a condamnat la moarte și l-a spânzurat a doua zi.

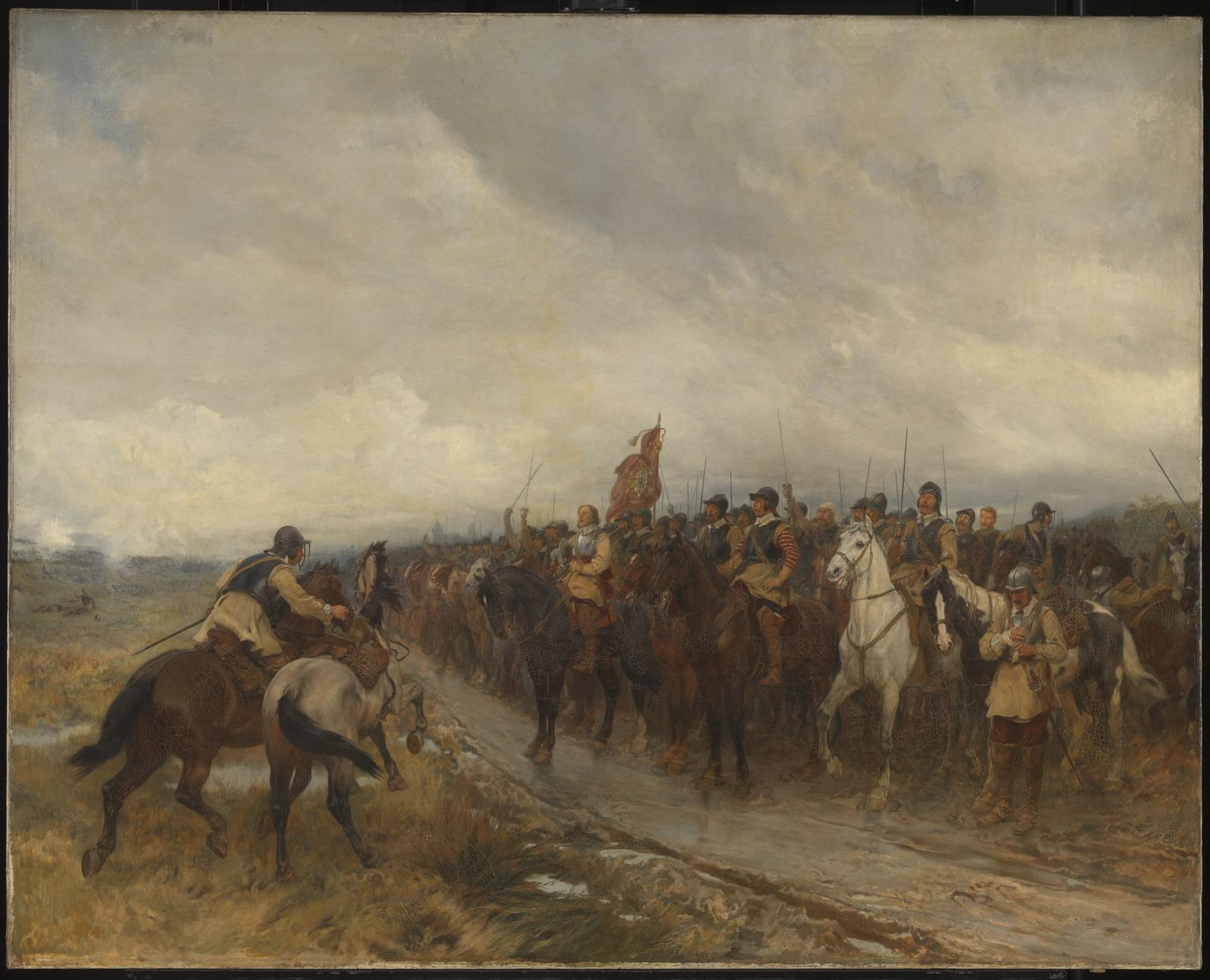
„Cromwell la Dunbar”, de Andrew Carrick Gow

Carol al II-lea a ajuns în Scoția la Garmouth, în Morayshire, la 23 iunie 1650 și a semnat Convenția Națională din 1638 și pactul din 1643, la scurt timp după ce a venit pe țărm. Cu adepții săi regaliști scoțieni și cu noii aliați prezbiterieni, regele Carol al II-lea a devenit cea mai mare amenințare cu care se confrunta noua republică engleză. Ca răspuns la amenințare, Cromwell l-a lăsat pe unul dintre locotenenții săi în Irlanda pentru a continua suprimarea regaliștilor irlandezi și a revenit în Anglia.
A sosit în Scoția la 22 iulie 1650 și a procedat la asediul la Edinburgh. Până la sfârșitul lunii august, boala și lipsa proviziilor i-au micșorat armata și a trebuit să ordone retragerea spre baza sa de la Dunbar. O armată scoțiană, adunată sub comanda lui David Leslie, a încercat să blocheze retragerea, dar Cromwell a învins-o în bătălia de la Dunbar la 3 septembrie. Armata lui Cromwell a cucerit apoi Edinburgh, iar până la sfârșitul anului armata lui a ocupat o mare parte din sudul Scoției.
În iulie 1651, forțele lui Cromwell au traversat Firth of Forth în Fife și i-au învins pe scoțieni în bătălia de la Inverkeithing (20 iulie 1651). [128] Noua armată engleză a avansat spre Perth, ceea ce i-a permis lui Carol, aflat în fruntea armatei scoțiene, să se deplaseze spre sud în Anglia. Cromwell l-a urmat pe Carol în Anglia, lăsându-l pe George Monck să finalizeze campania în Scoția. Monck a cucerit Stirling pe 14 august și Dundee la 1 septembrie. În anul următor, în anul 1652, a învins rămășițele rezistenței regaliste și, conform termenilor „Proiectul Uniunii”, scoțienii au primit 30 de locuri într-un parlament unificat la Londra, iar generalul Monck a fost numit guvernator militar al Scoției.

### Anglia
Deși noua armată a lui Cromwell a învins o armată scoțiană la Dunbar, Cromwell nu l-a putut împiedica pe Carol al II-lea să se îndrepte din Scoția adânc în teritoriul Angliei, în fruntea unei alte armate regaliste. Regaliștii au mers spre vestul Angliei, deoarece simpatiile englezești erau mai puternice în această zonă, dar, deși unii regaliști englezi s-au alăturat armatei, au venit în număr mult mai mic decât au sperat Carol și suporterii săi din Scoția. Cromwell a intrat în luptă în cele din urmă și l-a învins pe noul rege la Worcester la 3 septembrie 1651.

### Urmările imediate
După înfrângerea regaliștilor la Worcester, Carol al II-lea a fugit în Franța, ascunzându-se în case conspirative sigure, iar parlamentul a rămas să controleze de facto Anglia. Rezistența a continuat o vreme în Insulele Canalului, în Irlanda și în Scoția, dar odată cu pacificarea Angliei, rezistența din restul teritoriului nu amenința supremația militară a noii armate.

## Victime
Cifrele pentru victime în această perioadă nu sunt demne de încredere, dar s-au făcut unele încercări de a furniza estimări brute. În Anglia, o estimare conservatoare este că aproximativ 100.000 de persoane au murit în urma conflictelor legate de cele trei războaie civile. Înregistrările istorice numără 84.830 de morți din războaiele. Numărătoarea accidentelor și războaiele celor două episcopi, se realizează o estimare de 190.000 de morți, din totalul populației de aproximativ cinci milioane.
Cifrele pentru Scoția sunt și mai puțin de încredere și ar trebui tratate cu mai multă atenție. Numărul victimelor include decesele prizonierilor în condiții care le-au accelerat moartea, cu estimări de 10.000 de prizonieri care nu au supraviețuit sau nu s-au întors acasă (8.000 capturați în timpul și imediat după bătălia de la Worcester au fost deportați în New England, Bermuda și Indiile Occidentale pentru a lucra pentru proprietarii de terenuri ca muncitori ucenici). Nu există cifre pentru a se calcula numărul de persoane care au decedat din cauza bolilor legate de război, dar dacă se aplică același procent de boală la decesele de luptă cu cifrele engleze pentru cifrele scoțiene, se obține o estimare nerezonabilă de 60.000 de persoane la o populație de aproximativ un milion.
Cifrele pentru Irlanda sunt descrise ca "minuni ale presupunerilor". Desigur, devastarea provocată Irlandei a fost masivă, cu cea mai bună estimare oferită de Sir William Petty, tatăl demografiei englezești. Petty estimează că 112.000 de protestanți și 504.000 de catolici au fost uciși prin ciumă, război și foamete, dând un total estimat de 616.000 de morți dintr-o populație de dinainte de război de aproximativ un milion și jumătate. Deși cifrele lui Petty sunt cele mai bune disponibile, ele sunt încă recunoscute ca fiind preliminare; acestea nu includ estimarea a 40.000 de persoane trimise în exil, dintre care unele au servit ca soldați în armatele continentale europene, în timp ce alții au fost vânduți ca slujitori în New England și Indiile Occidentale. Mulți dintre cei vânduți proprietarilor de pământ din New England au prosperat în cele din urmă, dar mulți dintre cei vânduți proprietarilor de teren din Indiile de Vest au muncit până la moarte.
Aceste estimări indică faptul că Anglia a suferit o pierdere de 3,7% a populației, Scoția o pierdere de 6%, în timp ce Irlanda a suferit o pierdere de 41% din populația sa. Punând aceste cifre în contextul altor catastrofe putem înțelege distrugerea în special a Irlandei. Marea foame din 1845-1852 a dus la pierderea a 16% din populație, în timp ce în timpul celui de-al doilea război mondial populația Uniunii Sovietice a scăzut cu 16%.